# Adolf Müller (Verleger)
Adolf Müller (* 4. Mai 1884 in München; † 23. Mai 1945) war ein deutscher Druckereiunternehmer und Verleger. Er druckte im Auftrag des Eher-Verlags unter anderem die nationalsozialistische Propagandazeitung „Völkischer Beobachter“ sowie Hitlers Buch Mein Kampf.

## Leben
Der Vater von Adolf Müller, Michael Müller, gründete 1891 eine Zuschneiderschule mit Modeverlag in der Schellingstraße 39/41 in München, der heute noch unter der Marke M. Müller & Sohn existiert; seit 1902 gehörte auch eine eigene Druckerei zum Unternehmen. Adolf Müller besuchte die Volksschule, machte eine Ausbildung zum Elektromechaniker und wurde ab 1907 im väterlichen Betrieb ausgebildet. 1910 setzte sich Michael Müller zur Ruhe. Seine Söhne Xaver, Josef und Adolf übernahmen die Leitung des Unternehmens und teilten sich die Zuständigkeiten auf; Adolf übernahm die Leitung der Druckerei. 1914 starb Michael Müller. Im selben Jahr wurde Adolf Müller vom Militärdienst wegen Schwerhörigkeit ausgemustert. Die Druckerei wurde in ein eigenständiges Unternehmen, das Münchner Buchgewerbehaus M. Müller & Sohn, überführt. Teilhaber war der Eisenbahnbau- und Betriebsinspektor Otto Georg Königer, der 1912 als Kaufmann dem Unternehmen von Michael Müller beigetreten war.
Das Unternehmen druckte und vertrieb bürgerliche Zeitungen und Zeitschriften und wurde während des Münchner Zeitungsputschs 1918 von Demonstranten – unter ihnen Erich Mühsam – besetzt. Im Dezember 1920 trat Müller mit dem Franz-Eher-Verlag in Geschäftsverbindung und wurde von Dietrich Eckart Adolf Hitler vorgestellt, mit dem ihn Kurt Lüdecke zufolge eine andauernde Freundschaft verband. Müller war an der Gründung der Münchener SA beteiligt. Ab August 1923 war im Carré Schellingstraße/Barer Straße das SA-Hauptquartier. Hier wurden NS-Zeitungen wie der Münchener Beobachter, der spätere Völkischer Beobachter, der Illustrierte Beobachter sowie das Das Schwarze Korps gedruckt. Auftraggeber war der Franz-Eher-Verlag, in dem die NS-Publikationen erschienen.
Nachdem Hitler im Dezember 1924 aus der Festungshaft in Landsberg am Lech entlassen worden war, erschien im Franz-Eher-Verlag das Pamphlet Mein Kampf, das sich bereits in den ersten Auflagen zum Bestseller entwickelte. Gedruckt wurde es von Müllers Druckerei bis 1945 in über 11 Millionen Exemplaren. Der Völkische Beobachter verkaufte sich dagegen lange Zeit schlecht, dies änderte sich erst mit dem Wahlerfolg der Nationalsozialisten bei den Reichstagswahlen im November 1932.
Nachdem sich Hitlers Nichte Geli Raubal in der gemeinsamen Wohnung am Prinzregentenplatz 16 erschossen hatte, wohnte Hitler zeitweilig ab dem 20. September 1931 im Haus von Müller in St. Quirin am Tegernsee.
Bis Februar 1932 druckte Müller auch die katholisch-konservative Zeitschrift Der gerade Weg, die den Untertitel 'Deutsche Zeitung für Wahrheit und Recht' trug. Grund für die Aufgabe des Druckauftrags war die Drohung Hitlers, den inzwischen lukrativen Druck des Völkischen Beobachters zurückzuziehen.
Mit der Machtübernahme der Nationalsozialistischen Deutschen Arbeiterpartei im Januar 1933 schnellte die Nachfrage nach nationalsozialistischer Literatur und Presse in die Höhe und machte Müller zu einem wohlhabenden Mann. Otto Georg Körniger zog sich 1933 aus der Druckerei zurück und übernahm das Unternehmen M.Müller & Sohn ganz; Adolf Müller wurde alleiniger Geschäftsführer des für die NSDAP arbeitenden Druckereikonzerns.
Zum 1. Mai 1937 trat Müller auf besonderen Wunsch Hitlers in die NSDAP ein (Mitgliedsnummer 3.900.000) und spendete 1.000 Reichsmark an die Partei. Ab 1937 gehörte er dem Aufsichtsrat der Deutschen Arbeitsfront an und saß ab Ende der 1930er Jahre im Aufsichtsrat der Deutschen Bank, im Beirat der Deutschen Reichspost und im Werberat der deutschen Wirtschaft.
Zu Kriegsbeginn 1939 war Müllers Betrieb der modernste Druckerei- und Verlagsbetrieb Deutschlands und beschäftigte 1.267 Arbeiter, 146 Angestellte und 29 Schriftleiter. In Berlin und Wien (Waldheim-Eberle AG) unterhielt das Unternehmen ebenfalls große Druckereien. Täglich wurden allein 1,7 Millionen Ausgaben des Völkischen Beobachters gedruckt, darüber hinaus wöchentlich zwei Millionen Exemplare verschiedener Zeitschriften.
Am 10. März 1943 wurde ein großer Teil des Betriebes bei einem alliierten Luftangriff zerstört. Nach dem Einmarsch der amerikanischen Truppen in München Ende April 1945 wurde Müller verhaftet. Wenige Wochen später wurde er erhängt in seiner Zelle in Stadelheim aufgefunden.

## Quelle
- Karl Stankiewitz: Grüß Gott, Herr Hitler. Süddeutsche Zeitung, 17. April 2013.